# High-Speed Circuit-Switched Data
High Speed Circuit-Switched Data - HSCSD  é uma especificação para transferir dados sobre redes GSM, HSCSD utiliza até quatro canais de 9.6Kb ou 14.4Kb dependendo das faixas horárias, para um total de banda 38.4Kb ou 57.6Kb.
O HSCSD preexistiu no tempo ao GPRS. Foi a primeira tecnologia a permitir a extensão de largura de banda através do GSM. Pelo facto de
funcionar em modo circuito, não é adequado para tráfego de rajada. A tecnologia poderia ser implementada com mais canais, mais foi abandonada pelas operadoras, ela é uma versão ISDN, mas com algumas diferenças, Se fosse usada o ISDN normal nos quatro canais, conseguiria 250kb e ja seria considerada banda larga móvel! Mais estevel que o Edge e Hspda, poderia-se usar 2 linhas "Chips" para espandir de forma digital, a largura da banda, sem limites fisicos em cada canal, fazendo o velocidede chegar até mais de 500kb estimase 1000kb já que a linha é digital e sem limites por canal, ótima tecnologia, poderia ser usada no lugar do 3G, que só fuciona no lugar onde tem o sinal digital "capitais e grandes centros" já que não seria necessário alterações na rede.